# Ferdinando Stanley, 5. Earl of Derby

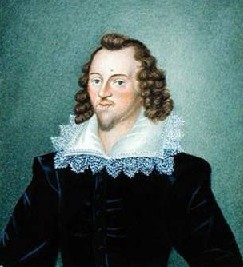
Ferdinando Stanley, 5. Earl of Derby

Ferdinando Stanley, 5. Earl of Derby (* 1559; † 16. April 1594), war ein englischer Adliger mit engen Beziehungen zum Theater der englischen Renaissance.

## Leben
Ferdinando Stanley, 5. Earl of Derby war einer der vier Söhne von Henry Stanley, 4. Earl of Derby, (1531–1593) und Lady Margaret Clifford (1540–1596), die in der Zeit von 1578 bis zu ihrem Tode 1596 die mutmaßliche Thronfolgerin (heir presumptive) von Königin Elisabeth war. Sein Bruder William Stanley, 6. Earl of Derby (1561–1642) befand sich lange Jahre auf Reisen in Europa, zuerst in Frankreich am Hof von Navarra, 1578, dann in Spanien, Italien, Ägypten, Palästina, Türkei und Russland, und kehrte erst nach Ferdinandos Tod zurück, um das Erbe anzutreten. Seine Großeltern mütterlicherseits waren Henry Clifford, 2. Earl of Cumberland und Lady Eleanor Brandon. Eleanor war das dritte Kind von Charles Brandon, 1. Herzog von Suffolk und Mary Tudor. Mary war das fünfte Kind von Heinrich VII. (England) und Elizabeth of York.

## Lord Strange
Seinen „Schul“-Abschluss erreichte er um 1572 im Alter von 13 Jahren, bevor er sein Studium an der Universität Oxford begann. Er wurde ein Jahr später an den Hof durch Königin Elisabeth berufen („to be shaped in good manners“). Am 28. Januar 1589 wurde er durch Writ of Acceleration als Lord Strange ins House of Lords berufen, wodurch er vorzeitig den nachgeordneten Titel seines Vaters als 13. Baron Strange (of Knockin) erbte. 1579 heiratete er Alice Spencer, die jüngste Tochter von Sir John Spencer von Althorp und Catherine Kytson.
Er galt – ebenso wie sein Bruder William – als ein wichtiger Förderer der Künste, er liebte Musik, Tanz und Poesie und insbesondere das Theater. Er war der Mentor und Patron vieler Dichter und Schriftsteller wie Robert Greene, Christopher Marlowe, Edmund Spenser und möglicherweise William Shakespeare. Auf Grund vorliegender Quellen muss er Christopher Marlowe gut gekannt haben. Im Rahmen einer Anschuldigung in Flushing berief sich Marlowe explizit auf seine Bekanntschaft mit dem Earl of Northumberland und dem Lord Strange. (“The scholer [Marlowe] sais himself to be very wel known both to the Earle of Northumberland and my lord Strang”). Manche vermuten, dass Shakespeare möglicherweise von Lord Strange in seinen frühen Jahren als Teil der Lord Strange’s Men angestellt gewesen war, als Ferdinando seine Truppe von Akrobaten und Gauklern 1592 auf eine reine Schauspieltruppe umstellte. Um 1590 war seine Truppe mit der der Admiral’s Men alliiert, mit Aufführungen am „The Theatre“, das im Besitz von James Burbage, dem Vater von Richard Burbage war.

## Earl of Derby
Beim Tod seines Vaters am 25. September 1593 erbte Ferdinando auch dessen übrige Adelstitel als Earl of Derby. Die „Lord Strange’s Men“ wurden entsprechend in „Derby’s Men“ umbenannt. Manche Wissenschaftler vermuten, dass Shakespeare mit den Strange’s Men sowohl als Schauspieler als auch als Dichter verbunden war. Die Theatergruppe produzierte u. a. Shakespeares Titus Andronicus und die Trilogie von Heinrich VI., Teil 1, 2 und 3. Schrickx ist der Ansicht, dass mit Ferdinand, dem König von Navarra, in Shakespeares Verlorene Liebesmüh auf Grund verschiedener Beweisführungen nur Ferdinando Stanley gemeint sein könne. Dies ist aber naturgemäß nie sicher beweisbar.
Ferdinando wird als ein erhabenes Genie angesehen, das bei geschäftlicher Abwesenheit des Vaters früh mit dessen Aufgaben betraut wurde und als Lord Lieutenant von Lancashire und Cheshire fungierte. Er war sowohl ein Dichter wie ein Autor, der die Umgebung herausragender Elisabethanischer Schriftsteller schätzte. Der Dichter Edmund Spenser personifizierte ihn als „Amyntas“, und seine Frau als „Amaryllis“. 1610 wurde eine Zusammenstellung englischer Gedichte unter dem Titel Belvedere, or, the Garden of the Muses veröffentlicht; die Stanleys Arbeiten einschlossen, allerdings ohne seine Namensnennung, sodass seine Identität zu großen Teilen eine Vermutung geblieben ist.

## Tod
Nach dem Testament von Heinrich VIII. stand Ferdinando hinter seiner Mutter als zweiter in der Erbfolge von Königin Elisabeth. Er starb aber zwei Jahre früher als seine Mutter und neun Jahre früher als Elisabeth.
Um seinen plötzlichen unerwarteten Tod in den späteren Jahren der Regentschaft von Königin Elisabeth am 16. April 1594, (Das Ereignis war von erheblicher politischer Bedeutung), rankten sich früh Gerüchte. insbesondere er sei vergiftet worden (Blei, Arsen? Pilze?). das Gift sei ihm von seinem Pferdepfleger verabreicht worden. Der zeitgenössische Historiker John Stow hat sein elftägiges qualvolles Sterben detailliert aufgezeichnet.
Eine Anzahl von Rebellen, die ins Ausland geflohen waren, hatten einen „Richard Hesketh“ zu ihm gesandt, der ihn bedrängte, seinen Anspruch auf den englischen Thron entsprechend seiner Abstammung von Mary Tudor, der zweiten überlebenden Tochter von Heinrich VII., und jüngerer Schwester von Heinrich VIII. zu vertreten. Von den alten Freunden der Familie, den Katholiken „Heskeths“, war „Richard Hesketh of Aughton“ ausgewählt worden, Ferdinando in jener Angelegenheit anzugehen, die man später die „Hesketh Affäre“ („The Hesketh Affair“) genannt hat. Er wurde zugleich bedroht, falls er sich dieses Projekt nicht zu eigen machte und die Botschaft weitergebe, müsse er bald auf eine erbärmliche Art sterben, wenn er jedoch einwilligte, würde er mächtige Unterstützung erhalten. Ferdinando lehnte dieses Anerbieten vehement ab. Ferdinando starb 5 Monate nach Heskeths Tortur und Hinrichtung nach einem qualvollen, elftägigen Todeskampf. Hinter Hesketh wurde prinzipiell William Stanley vermutet, wie dies Staatspapiere („state papers“) und Briefe an Sir Ralph Sadler nahelegen. Hesketh vermittelte seine Kenntnis am Galgen. Ferdinandos Ablehnung von Heskeths Aufforderungen, die er Königin Elisabeth mitteilte, und Heskeths Hinrichtung waren zugleich eine Ablehnung gegen William Stanley. Letztlich wird hinter diesem Tod eine Rivalität um die Thronfolge Elisabeths vermutet.

## Nachfolge
Aus seiner Ehe mit Alice Spencer erwuchs 1580 seine älteste Tochter, Anne Stanley. Nach dem Vermächtnis von Heinrich VIII. hätte sie 1603 Königin werden sollen. Elisabeth wurde aber von James VI. of Scotland beerbt, dem Nachfahren eines älteren Zweigs von Heinrich VII.